# وانغ شين
وانغ شين (10 نوفمبر 1997 بفوشون في الصين - ) هو لاعب كرة قدم صيني في مركز الدفاع. لعب مع نادي فايله.

## وصلات خارجية
- وانغ شين على موقع قاعدة بيانات كرة القدم.إي يو (الإنجليزية)
- وانغ شين على موقع عالم كرة القدم.نت (الإنجليزية)